# NGC 356
NGC 356 je galaksija u zviježđu Kit.

## Vanjske poveznice
- SEDS: NGC 356